# ناحية المنار
ناحية المنار (الحمّار سابقاً) هي إحدى نواحي محافظة ذي قار الواقعة في جنوب العراق ونسبة إلى هذه الناحية سمي هور الحمار أحد اهوار جنوب العراق.
تقع هذه الناحية في جنوب من مدينة الناصرية ويبلغ عدد سكانها بحوالي 10 الاف نسمة وتبعد عن الناصرية حوالي 75 كم تقريبا ويحدها من الشمال ناحية الفهود ومن الجنوب قضاء الجبايش التابعة له وأغلب سكان هذه الناحية يعيشون على صيد الأسماك والطيور والبقية موظفين في دوائر الدولة.
توجد في هذه الناحية عدة مدارس ابتدائية منها مدرسة البطائح للبنين وأسست سنة 1926م ومدرسة الوفاق للبنين ومدرسة المجد المختلطة ومدرسة البطائح للبنات ومدرسة الإكرام ومدرسة الحمّار الابتدائية وكذلك مدرسة فدك الزهراء الابتدائية وتوجد متوسطة واحدة للبنين وواحدة للبنات واعدادية مختلطة وبها الفرع العلمي والادبي.
يعيش في هذه الناحية عدة عشائر منها الساده السيد عگله اليعقوبي والسيد عيسى الخرسان والسيد صابر الخرسان وعشيرة بني حطيط الوائليين (وهي الاكبر في الناحية)بقياده الشيخ رزاق عبد الفرج الله رئيسهم ، وكذلك عشيرة البوشامة الخيگانية بقياده الشيخ هدام موحان الكزار وعشيرة العمايرة يقودهم الشيخ شبيب وكذلك افراد من عشائر آل غريج وعگيل وبني أسد والفرطوس وبني مشرف وكذلك أفراد متفرقون من عشائر أخرى.